# 장성 나들목
장성 나들목(Jangseong IC)은 전라남도 장성군 장성읍 단광리에 위치한 호남고속도로의 16번 교차로이다.
개통 초기에는 비교적 장성읍 중심과 인접한 위치에 나들목이 있었으나, 국도 제1호선 확장 이설공사로 인해 기존 나들목을 폐쇄하고 남쪽 외곽에 새로 설치하였다. 진원면, 장성읍내로 진출할 수 있다. 기존 나들목의 흔적이 약간 남아있으며, 새로 설치한 나들목은 진출 방향이 기존 나들목과는 반대로 되어있다.

## 연혁
- 1973년 11월 14일 : 호남고속도로 전주 ~ 순천 구간 개통과 함께 통행 개시[1]
- 2000년 3월 7일 : 2003년 12월까지 나들목 이설 공사로 인해 전라남도 장성군 장성읍 단광리 1.35km 구간 도로구역 변경, 장성군 도시계획시설 교통광장에 장성 나들목을 고시[2]

## 구조물 정보
- 위치: 전라남도 장성군 장성읍 단광리
- 영업소: 전라남도 장성군 장성읍 호남고속도로 94

## 접속하는 도로
- 국도 제1호선 (하서대로)
- 국도 제24호선 (노사로)

## 교통량 정보
| 요금소        | 통행량 (대/일) | 통행량 (대/일) | 통행량 (대/일) | 통행량 (대/일) | 통행량 (대/일) | 통행량 (대/일) | 통행량 (대/일) | 통행량 (대/일) | 통행량 (대/일) | 통행량 (대/일) | 각주  |
| 요금소        | 2001년         | 2002년         | 2003년         | 2004년         | 2005년         | 2006년         | 2007년         | 2008년         | 2009년         | 2010년         | 각주  |
| ------------- | -------------- | -------------- | -------------- | -------------- | -------------- | -------------- | -------------- | -------------- | -------------- | -------------- | ----- |
| 장성 (폐쇄식) | 4,409          | 4,282          | 3,861          | 3,681          | 3,950          | 4,310          | 4,592          | 4,082          | 2,884          | 3,013          | [ 3 ] |
| 요금소        | 2011년         | 2012년         | 2013년         | 2014년         | 2015년         | 2016년         | 2017년         | 2018년         | 2019년         |                | [ 3 ] |
| 장성 (폐쇄식) | 3,049          | 2,931          | 3,280          | 3,518          | 3,893          | 4,043          | 4,035          | 4,051          | 4,131          |                | [ 3 ] |

## 기타
- 약 20km 거리에 상무대가 있다.